# November (georgisk musikgrupp)
November är en georgisk musikgrupp bildad år 2008. Gruppen består av Dito Lagvilava (sång), Davi (sång), Zura Vatjnadze (gitarr), Misjka Tjelidze (gitarr), Lasja Mikautadze (bas) och Giorgi (Gio) Kotjorasjvili (trummor). 
Gruppen deltog i den georgiska uttagningen till Eurovision Song Contest för första gången år 2009. Man förlorade dock platsen i Eurovision till gruppen Stephane & 3G. I februari 2011 ställde man återigen upp i uttagningen, denna gång tillsammans med Dito Lagvilava. Man deltog med bidraget "New day", som inte vann finalen. Gruppen planerade samtidigt att släppa sitt debutalbum inom de närmaste månaderna. År 2012 ställde november ånyo upp i den georgiska uttagningen till Eurovision. Denna gång utan Lagvilava som sångare och med låten "Letter To a Friend". I finalen den 19 februari 2012 lyckades man inte vinna, utan segern gick i stället till Anri Dzjochadze.

### Fotnoter
1. ↑  http://www.eurovision-georgia.ge/national_contest/LagvilavaAndNovember.aspx?LanguageID=2
2. ↑  ”Arkiverade kopian”. Arkiverad från originalet den 16 februari 2011. https://web.archive.org/web/20110216132957/http://esctoday.com/news/read/16760. Läst 13 februari 2011.